# Idriss Déby
Idriss Déby Itno (1952. június 18. – 2021. április 20.) csádi katonatiszt, politikus, Csád hatodik elnöke. 1990-ben katonai puccsal ragadta magához a hatalmat, ezzel véget vetve Hissène Habré diktatúrájának. Sorra megnyerte az 1996-os, 2001-es, 2006-os, 2011-es és 2016-os választásokat, ezzel Csád addig leghosszabb ideig hatalmon lévő elnöke lett. 2021. április 20-án meggyilkolták az északi felkelők.

## Fiatalkora
Idriss Déby Berdoba faluban született, Abéchétől nem messze. Apja szegény pásztor volt.                    
Tanulmányait a Fadai École-ban kezdte meg, majd egy másik arab iskolában folytatta a tanulást. Abéchében szerezte meg diplomáját.                   
Ezután katonának állt. 1976-ban Franciaországba küldték továbbképzésre. 1979-ben tért vissza és ő volt az egyetlen aki hű maradt Félix Malloum elnökhöz, még azután is hogy megbuktatták.
Csád 1974 óta folyamatosan gyengült a muszlim lázadók miatt, akik a Tombalbaye-rendszer ellen keltek fel. 1982-ben Goukouni Oueddei elnököt lemondatta Hissène Habré.          
1984-ben Déby a csádi hadsereg főparancsnoka lett, mivel vereséget mért a líbiai erőkre. 1987-ben francia segítséggel újabb vereséget mért Líbia hadseregére.                           
1989-ben ellentét alakult ki Habré és Déby között. Déby felelősnek tartotta Habrét a politikai gyilkosságok, bebörtönzések és embertelen kínzásokért.
Idriss Déby és a belügyminiszter, Hassan Djamous Líbiába menekültek, ahol Kadhafi fogadta őket. Sajnos Hassan Djamous megölték.                                                                         
Mivel Habré több száz szudáni és libíai embert öletett meg, ezért Líbia és Szudán támogatták Débyt-t katonailag. 1989-ben novemberében kezdte meg a hadműveleteket Habré ellen. 
1990. december 12-én Idriss Déby mindenféle ellenállás nélkül bevonult N'Djamena-ba és letaszította Habré-t. A nemzetközi bíróság Habré-t politikai bűnösnek találta.

## Csád elnökeként – 1990-es évek
Déby Csád hatodik elnökeként vette át a hatalmat, majd az ötévente rendezett választásokkal mindig újraválasztották. Új alkotmányt fogadtak el. Az ország egységét (még mindig) gyöngítik az először Tombalbaye-ellenes, majd Habré-párti erők.                                                                                                                                                       
1992-ben Déby elődjével szemben megengedte, hogy több új párt is alakulhasson és indulhassanak a választásokon. Engedélyezte a politikai és munkás szakszervezetek működését.                                                         
Azonban a feszültség a levegőben nem enyhült. 1994-ben és 1995-ben a Habré-párti erők összecsaptak a kormánypárti erőkkel. 
Déby az 1990-es évek közepétől helyreállította a kormány funkcióit és tárgyalt az IMF-fel.                                                                                                                                                                
1996-ban új alkotmányt fogadtak el, melyet népszavazással hagytak jóvá. Déby a következő választást 69%-kal megnyerte.                                                                                                                                                               

## A 2000-es évek

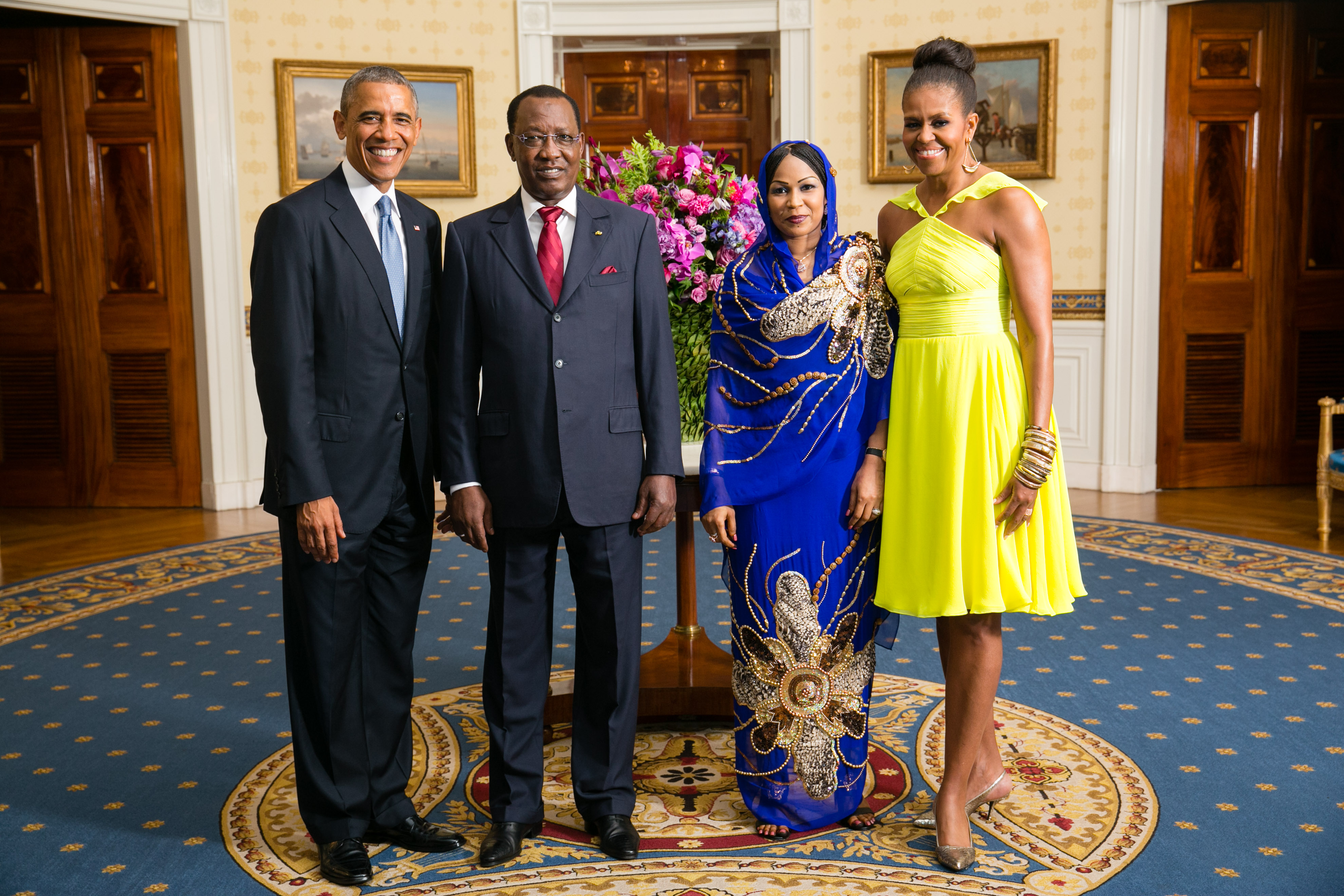
Idriss Déby Barack Obamával

2001-ben újraválasztották, de itt már csak a szavazatok 62%-át szerezte meg. 2006-ban Déby és Omar el-Bashir megállapodtak a két ország közötti kölcsönös viszonyban. 2006-ban a Habré-párti felkelők megpróbálták kilőni az elnök gépét, sikertelenül. Az újabb választásokon az elnök 64%-ot szerzett. 2008-ban a lázadás felerősödött és elérték a fővárost, N'Djamenát. Néhány napos harc után a kormánypárti erők visszaszorították a felkelőket. 
2011-ben Déby kinevezte Emmanuel Nadingart miniszterelnökké. 2014-ben ötszáz katonát küldött a Közép-afrikai Köztársaságba a lázadók leverése érdekében. Még ebben az évben Idriss Déby találkozott Barack Obamával is. 2019-ben Csád és Izrael diplomáciai megújításokat szorgalmazott.

## Halála
2021 áprilisában Déby a líbiai határra utazott, hogy meglátogassa a csádi csapatokat, amelyek a térségben lévő lázadók ellen harcoltak. A lázadók ekkor támadást indítottak, melynek során Déby halálosan megsebesült. Az ország vezetését katonai tanács vette át, amelynek élén Déby fia, Mahamat Idriss Déby áll.

## Fordítás
- Ez a szócikk részben vagy egészben  az   Idriss Déby című angol Wikipédia-szócikk ezen változatának fordításán alapul.  Az eredeti cikk szerkesztőit annak laptörténete sorolja fel. Ez a jelzés csupán a megfogalmazás eredetét és a szerzői jogokat jelzi, nem szolgál a cikkben szereplő információk forrásmegjelöléseként.